# Sorin Onișor
Sorin Onișor este un fotograf român.
Studii
- Doctorand al Universității de Vest  Timișoara din 2008
- Școala Populară de Artă, Timișoara, secția de fotografie, 2003-2005
- Masterat “Romanitate orientală”, Universitatea de Vest Timișoara, 1999-2001
- Universitatea de Vest Timișoara, Facultatea de istorie, 1992-1997

Expoziții personale
- Casa Adam Muller Gutembrun, Timișoara, febr.2005
- Librăria Joc Secund-Humanitas, Timișoara, mart.2006
- Iulius Mall, Timișoara, iul.2006
- Romexpo, București, apr.2007
- Librăria Joc Secund-Humanitas, Timișoara, apr.2007
- Casa Artelor, Galeria Pygmalion, Timișoara, mart.2008
- Romexpo, București, oct.2008
- Cheveresu Mare, jud. Timiș, martie 2009

Expoziții colective în Timișoara, Oradea, Coșevița, Buziaș, Oțelul Roșu, Hunedoara, Cluj, Sibiu, București, Buzău, Baia Mare.
Membru fondator și vicepreședinte al grupului fotografic F5,6 din Timișoara
Autor, în colaborare cu Direcția pentru Cultură, Culte și Patrimoniu Cultural Național a județului Timiș și Mitropolia Banatului, a volumelor:
- “Biserica de la Poieni-icoana, istorie și semn”, 2005
- “Cărările credinței-biserici de lemn monument-istoric din județul Timiș”, 2006

Colaborator al Televiziunii Naționale în cadrul Proiectului “Oamenii deltei”, 2008 și 2009
Proiecte în derulare:
- Bisericile de lemn din sudul Transilvaniei și nordul Olteniei
- Meșteșuguri tradiționale: Fierarii din Transilvania și Oltenia

Distincții:
- Marele Premiu în cadrul Salonului Național de Fotografie Turistică, București, oct.2006
- Premiul I la Salonul de fotografie etnografică, Cluj, oct.2006
- Premiul special “Victor Iliu”, Salonul de fotografie, Buzău, oct.2006
- Finalist la Concursul “Fotoreportajul meu”, organizat de revista Descoperă, București, 2005, 2006, 2007, 2008.
- Finalist la Concursul organizat de Fondul ONU pentru populație, București, nov.2006
- Premiul I, secțiunea fotoreportaj, la concursul de fotografie din cadrul festivalului IRAF, Timișoara, sept.2007
- Premiile II și III, în cadrul Salonului Național de Fotografie Turistică, București, oct.2007
- Finalist la Concursul de fotografie “Transilvania mea”, Sibiu, 2007
- Finalist la Salonul de fotografie etnografică, Cluj, dec.2007.
- Marele Premiu și Premiul Juriului, în cadrul Salonului Național de Fotografie Turistică, București, martie 2008
- Finalist la Salonul de fotografie, Buzău, sept.2008
- Premiul I la Salonul de fotografie etnografică, Cluj, nov.2008
- Mențiune specială la Orange „Together”, nov. 2008
- Premiile I și II în cadrul Salonului Național de Fotografie Turistică, București, martie 2009